# Армандо Тровайоли
Армандо Тровайоли (на италиански: Armando Trovajoli) е италиански композитор, който е известен със своята филмова музика. Той е написал музиката към повече от 300 филма. 

## Биография
Армандо Тровайоли е автор на много джаз композиции и филмова музика. Известно е със сътрудничеството си с Виторио Де Сика по редица проекти, включително „Бокачо '70“. Тровайоли е и създател на няколко италиански мюзикъла: сред тях „Rugantino“ и „Aggiungi un posto a tavola“.
Армандо Тровайоли е носител на 11 филмови награди, включително Давид ди Донатело и Сребърната лента.
От 1962 до 1969 г. е женен за актрисата Пиер Анджели. Техният син Хауърд Андрю Ругантино е роден през 1963 г.
Умира в Рим на 95 години на 28 февруари 2013 г.

## Избрана филмография
| година | филм                                                                           | оригинално заглавие                                                                | режисьор              |
| ------ | ------------------------------------------------------------------------------ | ---------------------------------------------------------------------------------- | --------------------- |
| 1959   | Чичо ми беше вампир                                                            | Tempi duri per i vampiri                                                           | Стено                 |
| 1959   | Вдовецът                                                                       | Il Vedovo                                                                          | Дино Ризи             |
| 1959   | Зимна ваканция                                                                 | Vacanze d'inverno                                                                  | Мастрочинкуе,Карминео |
| 1959   | Бедните милионери                                                              | Poveri milionari                                                                   | Дино Ризи             |
| 1960   | Чочарка                                                                        | La ciociara                                                                        | Виторио Де Сика       |
| 1962   | Бокачо '70                                                                     | Boccaccio '70                                                                      | Виторио Де Сика       |
| 1963   | Вчера, днес и утре                                                             | Ieri, oggi, domani                                                                 | Виторио Де Сика       |
| 1964   | Брак по италиански                                                             | Matrimonio all'italiana                                                            | Виторио Де Сика       |
| 1965   | Казанова '70                                                                   | Casanova '70                                                                       | Марио Моничели        |
| 1966   | Операция „Сан Дженаро“                                                         | Operazione San Gennaro                                                             | Дино Ризи             |
| 1968   | Ще успеят ли нашите герои да открият своя загадъчно изчезнал приятел в Африка? | Riusciranno i nostri eroi a ritrovare l'amico misteriosamente scomparso in Africa? | Еторе Скола           |
| 1970   | Жената на свещеника                                                            | La moglie del prete                                                                | Дино Ризи             |
| 1974   | Ухание в мрака                                                                 | Profumo di donna                                                                   | Дино Ризи             |
| 1974   | Обичахме се толкова много                                                      | C'eravamo tanto amati                                                              | Еторе Скола           |
| 1976   | Грозни, мръсни и зли                                                           | Brutti, sporchi e cattivi                                                          | Еторе Скола           |
| 1977   | Стаята на епископа                                                             | La stanza del vescovo                                                              | Ризи                  |
| 1977   | Новите чудовища                                                                | I nuovi mostri                                                                     | Моничели, Ризи, Скола |
| 1987   | Семейството                                                                    | La famiglia                                                                        | Скола                 |